# Eupithecia devestita
Eupithecia devestita es una especie de polilla de la familia Geometridae. La especie fue descrita por primera vez por William Warren habiendo sido descrita en 1899, con distribución en África. El holotipo de la especie fue descrita en Uganda, en los alrededores de Kampala.